# Volvo B59
Volvo B59 — шасси, на котором строили свои автобусы различные автопроизводители, выпускавшееся шведским автопроизводителем Volvo Bussar в период с 1970 по 1979 год.

## История
Первый прототип B59 был доставлен в Københavns Sporveje в 1970 году и был оснащён кузовом, построенным Aabenraa Karrosserifabrik в Aabenraa. После вывода из эксплуатации его передали в Музей Volvo в Гётеборге. Впоследствии было приобретено более 89 единиц.
B59 был популярен в Австралии. В 1976—1978 годах 98 автобусов обслуживалось Городским советом Брисбена, тогда как 307 единиц эксплуатировалось в Аделаиде в 1977—1979 годах и 100 в Мельбурне. 1002 автобуса были переданы в Швецию из Аделаиды.
Только один из автобусов B59 предназначался для эксплуатации в странах с левосторонним движением, и с 1972 года Маршалл собрал демонстрационный образец для Ailsa Bus, британской дочерней компании. По сравнению с Leyland National никто не удосужился его заказать из-за высоких цен. Зато его обслуживали предприятия Park's Motor Group и Лохгилпхед.
На шасси B59 также производили троллейбусы с электрооборудованием Ansaldo и кузовом Mauri. 17 единиц троллейбусов были доставлены в город Римини, где эксплуатировались в период с 1975 по 1978 год и обслуживали маршрут Римини – Риччоне.
B59 также продавался в Бельгии, Франции, Голландии, Португалии и Швейцарии. В 1979 году был вытеснен с конвейера автобусом на шасси Volvo B10R.